# Trận đồi Bazentin
Trận đồi Bazentin, được Tập đoàn quân thứ tư của Anh Quốc phát động lúc rạng đông ngày 14 tháng 7 năm 1916, mở đầu cho giai đoạn hai của Chiến dịch Somme đẫm máu trong cuộc Đại chiến thế giới lần thứ nhất. Mặc dù một viên chỉ huy quân Pháp đả kích trận này là "một cuộc tiến công do các tài tử tổ chức dành cho các tài tử", đây trở thành một "thắng lợi to lớn" cho lực lượng Quân đội Anh, khắc hẳn với thảm họa trong ngày đầu của trận Somme. Tuy nhiên, cũng giống như ngày đầu tiên, quân Anh không thể phát huy thế thượng phong của mình và quân Đức đã kháng cự mãnh liệt, khởi đầu một giai đoạn tiêu hao tàn khốc cho Chiến dịch Somme.